# Mallophora minos
Mallophora minos là một loài ruồi trong họ Asilidae. Mallophora minos được Wiedemann miêu tả năm 1824.